# Jungla de Calais

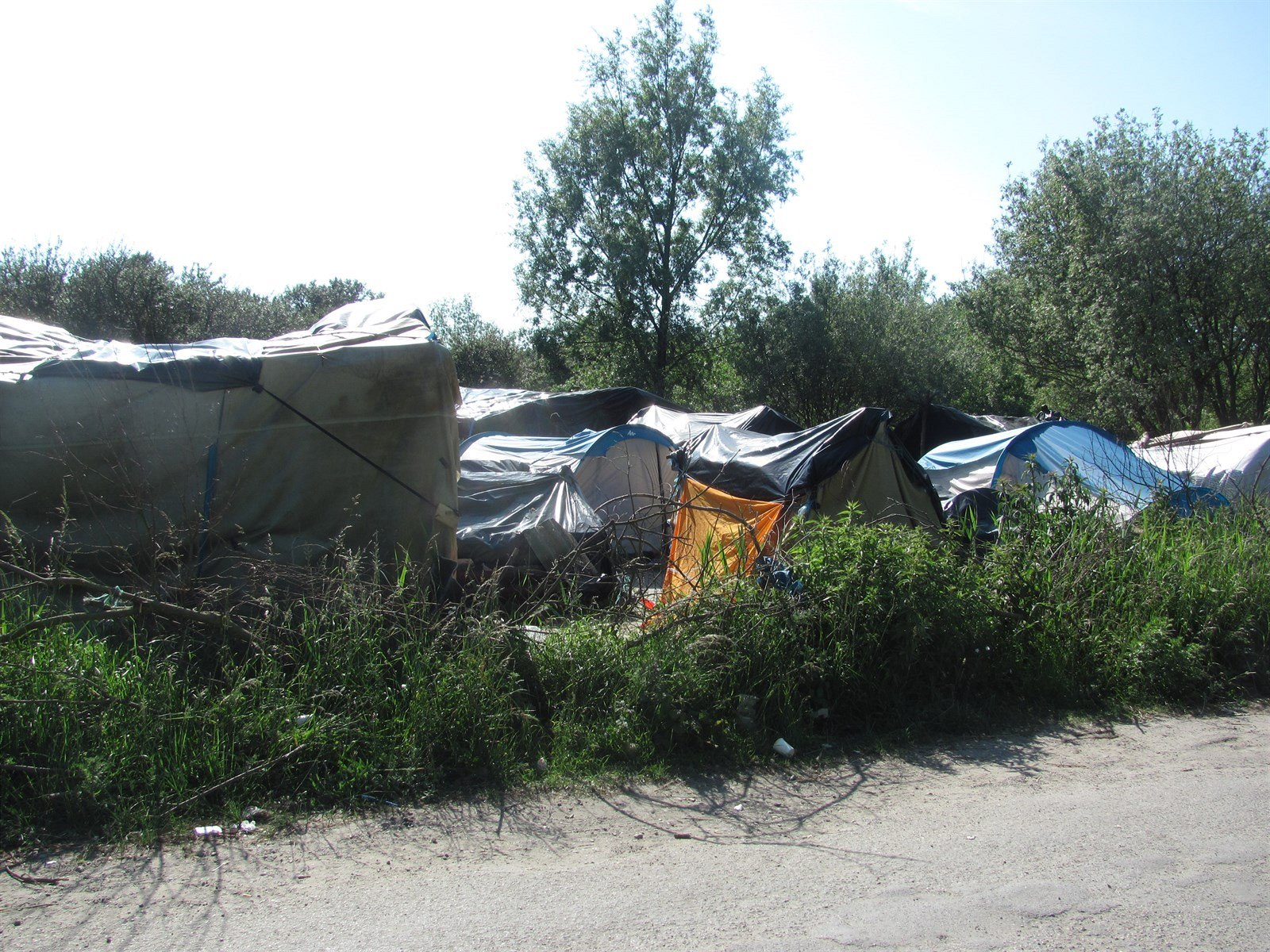
El campamento en 2015.

La "Jungla de Calais" o "Selva de Calais" (en francés "Jungle de Calais", en inglés "Calais jungle") es el nombre empleado por los medios de comunicación para referirse a un campamento provisional situado en las cercanías de la ciudad francesa de Calais, levantado tras el inicio de la crisis de refugiados en Europa en 2015, sobre otros previos. Más de un millar de personas residen en el campamento, la mayoría de ellas a la espera de una oportunidad para llegar a Reino Unido a través del Eurotunel.

## Historia
Desde el cierre del campo de la Cruz Roja de Sangatte en 2002 han existido en la región distintos campamentos temporales de inmigrantes ilegales con destino a Reino Unido, habiendo siendo muchos desmantelados por las autoridades. En abril de 2015 el periódico británico The Guardian fue el primero en llamar la atención sobre la existencia del campamento de Calais, en el que a finales de 2015 llegaron a vivir hasta 6.000 personas. 
Debido a las precarias condiciones sanitarias del asentamiento, se empezó a intervenir oficialmente en él en noviembre de 2015, con objeto de mejorar las condiciones de habitabilidad.  El gobierno francés instaló en enero de 2016, 125 barracones con capacidad para alrededor de 1500 personas. Debido a los problemas de insalubridad e inseguridad generados en la zona, la parte sur del campamento fue desmantelada a partir del 29 de febrero. Debido a ello se produjeron enfrentamientos entre los residentes, junto a activistas políticos, y la policía francesa.

## Demografía
Debido a su carácter de parada temporal, las cifras y datos con respecto a los habitantes del campamento pueden variar a gran velocidad. Para febrero de 2016 cerca del 25% de los habitantes procedían de Afganistán y Pakistán, un 20% de Eritrea y Etiopía, otro 20% de Sudán y un 10% de Siria.